# José Bolaños
José Bonifacio de Bolaños (San Juan, mayo de 1741 - Buenos Aires, enero de 1824) fue un militar argentino que con más de 65 años de edad participó en la lucha contra las Invasiones Inglesas y en la Guerra de Independencia de la Argentina.

## Biografía
Se incorporó muy joven a las milicias de caballería del sur de la actual provincia de Mendoza, dedicados a combatir a los indígenas. Prestó servicios durante muchos años en distintos destinos, en el virreinato del Río de la Plata.
A órdenes del virrey Pedro de Ceballos combatió contra los portugueses. Posteriormente permaneció en la guarnición de Buenos Aires. También participó en la campaña para desalojar a los ingleses de Puerto Egmont, en las islas Malvinas. En 1801, con sesenta años cumplidos, participó en la campaña contra los portugueses, que habían ocupado las Misiones Orientales; fue obligado a rendir sus tropas en Cerro Largo ante la superioridad de las fuerzas invasoras.
Ya había pasado a retiro cuando se produjeron las Invasiones Inglesas. El virrey Sobremonte no lo convocó para la defensa de la ciudad de Buenos Aires, por lo que se libró del juramento de fidelidad al rey de Inglaterra. Cuando el comerciante Martín de Álzaga reunió tropas para recuperar la ciudad, se unió a las mismas y combatió junto a las milicias ciudadanas el día de la Reconquista, 12 de agosto de 1806.
Se incorporó como jefe de una de las compañías del Batallón de Arribeños, y en ese puesto combatió en la Defensa de la ciudad al año siguiente.
Fue enviado, con todo su regimiento, a órdenes de su comandante Francisco Ortiz de Ocampo, en la primera expedición auxiliadora al Alto Perú. Combatió en la derrota de Cotagaita y en la victoria de Suipacha.
Permaneció en las filas patriotas hasta la batalla de Huaqui, tras la cual fue abandonado por sus tropas. Literalmente quedó solo en el campo de batalla, aunque logró huir, siguiendo al general Pueyrredón.
El general Manuel Belgrano, lo puso al mando del Regimiento de Infantería Nro. 7, y en ese puesto combatió en las batallas de Tucumán y Salta. La mayor parte de los oficiales del Ejército del Norte no llegaban a los 30 años, y Balcarce, jefe en Huaqui, tenía 34 años. Belgrano tenía 43 años cuando participó en la batalla de Salta, y ya era considerado un veterano. Bolaños tenía 72.
Belgrano decidió que ya era suficiente lo que había hecho y que merecía un descanso; de modo que logró que el gobierno lo nombrara gobernador de Mendoza. Ejerció el gobierno durante todo el año 1812, y terminó depuesto por considerárselo demasiado adicto al derrocado primer Triunvirato.
Regresó al Ejército del Norte, desalentado de su paso por la política, y confesando que era un soldado, cuya vida no tenía sentido lejos de las armas.
Belgrano decidió entonces nombrarlo gobernador de Jujuy, y cuando Bolaños renunció al cargo, le rechazó todas las renuncias que presentó. Las derrotas de Vilcapugio y Ayohuma obligaron al Ejército del Norte a pasar de largo por Jujuy hacia Salta, y las autoridades civiles también abandonaron la ciudad.
Desde entonces fue pasado a retiro, y se radicó definitivamente en Buenos Aires; como aún reclamaba prestar servicios militares, el ministro Bernardino Rivadavia lo incluyó en la lista de oficiales superiores pasados a retiro a fines de 1822. Cobró su sueldo militar íntegro por el resto de su vida.
Falleció en Buenos Aires en enero de 1824, con 83 años de edad.